# Heidgraben
Heidgraben – miejscowość i gmina w Niemczech w kraju związkowym Szlezwik-Holsztyn, w powiecie Pinneberg, wchodzi w skład związku gmin Geest und Marsch Südholstein.